# 滇金丝猴
滇金丝猴（学名：Rhinopithecus bieti）又名黑白仰鼻猴、雪猴、大青猴、白猴、花猴、飞猴，藏语中称其为「知解」，傈僳族语称为「扎密普扎」，白语称为「摆药」（按：白文baip hhod，白猴之意）。它不同于人们熟悉的川金丝猴，它的体色是灰黑色的。滇金丝猴仅在中国的云南和西藏高山针叶林有分布，是世界上栖息海拔高度最高的灵长类动物，也因此它们很晚才被人们认识。长期以来滇金丝猴一直是人们狩猎的对象，现在由于人类活动，它们正受到栖息地缩小和分割的影响。

## 分布
滇金丝猴分布地带狭窄，仅在中国的云南西北、西藏东南的高山林地有分布。

## 特征
滇金丝猴的皮毛并不是金黄色的毛，以灰黑、白色为主。滇金丝猴体形较川金丝猴稍大，体长740-830毫米，雌性个体较雄性小。它们的头顶长有尖形黑色冠毛，眼周和吻鼻部青灰色或肉粉色，鼻端上翘呈深蓝色。身体背侧、手足和尾均为灰黑色，背后具有灰白色的稀疏长毛。身体腹面、颈侧、臀部及四肢内侧均为白色。尾较粗大基本等于体长，约510-720mm。

## 习性
滇金丝猴是世界上栖息海拔高度最高的灵长类动物。它们活动于海拔2500~5000米左右的高山暗针叶林内。如同其他灵长类动物一样，滇金丝猴也有社群等级行为，猴群为多雄多雌的混合群体，但种群内数量不大，多为20-60只，以家庭为单位活动。一个家庭常由一只雄性和2~3个雌性及若干幼仔组成。
由于暗针叶林的特点，它们的主要食物是针叶树的嫩叶和越冬的花苞及叶芽苞，也食松萝（一种树挂地衣，Bryoria nepalensis）和桦树的嫩枝芽及幼叶，有的月份也吃箭竹的竹笋和嫩竹叶。
滇金丝猴多是在7-8月出生的，由于栖息地高海拔季候晚的原因，要比川金丝猴产仔迟2-3月。

## 保护
目前，滇金丝猴的保护级别是：
- CITES濒危等级： 附录I 生效年代：1997年
- IUCN濒危等级： 濒危 生效年代：1996年
- 中国国家重点保护等级： 一级 生效年代：1989年
- 中国濒危动物红皮书等级： 濒危 生效年代：1996年

### 濒危因素
- 过度利用：在滇金丝猴栖息地居住的多是中国的少数民族，他们传统上都有狩猎的习惯，对滇金丝猴的皮毛有需求，由于滇金丝猴长期以来没有被科学界证明存在，所以很晚才被重新认识，才得到国家的保护。据调查云南德钦1970年代数量不超过1000只，但1971年－1981年猎杀统计数达430多只。
- 栖息地破坏和种群隔离：由于人类活动对高原林地的利用，使原本狭小的滇金丝猴的生存空间受到严重积压。许多栖息地都受到了森林采伐、毁林开荒以及放牧的严重破坏，并导致社群分割，这使一些小的社群最后蚕食绝灭。

### 科学研究
滇金丝猴的模式标本于1871年採于云南德钦阿墩子，现收藏在法国巴黎自然历史博物馆。1897年由米勒·爱德华（Milne-Edwards）定名。
最早对滇金丝猴进行科学纪录的是法国传教士彼尔特（Monseigneur Biet），他1890年在中国云南省西北部的白马雪山开展狩猎活动，捕猎到了滇金丝猴，並进行了解剖。在此後近一个世纪的时间裏，科学界再也没有关于这个物种的任何信息，对这个物种的生态习性都没有任何了解。滇金丝猴的模式标本采自于云南德钦巴美，现收藏于巴黎自然历史博物馆。
时隔70年，在1960年，动物学家彭鸿绶教授偶然地在云南德钦的畜产公司看到了滇金丝猴的皮，意外的证实这个神秘物种仍然存在。通过与当地少数民族接触，发现当地人对滇金丝猴並不陌生，他们把这种猴子叫做“大青猴”“白猴”或“花猴”，是他们的狩猎获取皮毛的对象。也就是从1960年起，随着社会的变革，原始的狩猎方式被大规模的猎杀所替代，人与猴之间的平衡被打破。1980年代初，还没有研究人员见过活的滇金丝猴，倒是见到过作为药材合法收购的猴骨。1985年5月，白马保护区的工作人员钟泰次里终于在一次陪同科学家的考察中见到了自己要保护的对象——滇金丝猴。
1992年夏天，中科院昆明动物研究所研究员龙勇诚和美国加州大学博士柯瑞戈（Craig Kirkpatrick）在白马雪山深处一个叫崩热贡嘎的地方建立了营地，对滇金丝猴进行了3年的野外研究。1993年5月，摄影师奚志农跟随考察小组以其深入滇金丝猴的活动区域，由于滇金丝猴的活动范围很大，拍摄活动歷盡艰辛，终于在3个月後等待到机会，在200米的距离内，拍摄到了滇金丝猴，这是最早的滇金丝猴影像资料。

### 保护措施
由于对滇金丝猴的认识很晚，对当地人的教育迫在眉睫。在各种保护措施中，利用影像宣教国家法规和保护野生动物的意义成为重点。另一方面，对其栖息地的保护以禁止商业伐木为基础，采取迁地保护的办法，解决人与猴子争地的问题。由于保护措施得到落实，据近些年的统计，滇金丝猴的种群数量有所上升。